# Монгардино
Монгардино (итал. Mongardino) је насеље у Италији у округу Асти, региону Пијемонт.
Према процени из 2011. у насељу је живело 434 становника. Насеље се налази на надморској висини од 284 м.

## Становништво
Према резултатима пописа становништва 2011. у општини је живело 951 становника.
| 1936. | 1951. | 1961. | 1971. | 1981. | 1991. | 2001. | 2011. |
| ----- | ----- | ----- | ----- | ----- | ----- | ----- | ----- |
| 1.569 | 1.251 | 1.061 | 963   | 873   | 891   | 986   | 951   |